# Janaillat
Cet article possède un paronyme, voir Janailhac.
Janaillat est une commune française située dans le département de la Creuse en région Nouvelle-Aquitaine.

## Géographie
Le commune est au Sud-Ouest de Guéret.

### Accès
Les routes départementales 10, 50 et 61 desservent la commune.

### Hydrographie
La Leyrenne et la Petite-Leyrenne sont les principaux cours d'eau parcourant la commune.

### Communes limitrophes
| Augères               | Azat-Châtenet | Saint-Éloi |
| Saint-Dizier-Leyrenne | Janaillat     | Sardent    |
|                       | Thauron       |            |

### Hameaux et lieux-dits
Age (L’) - Ages (Les) - Ballatange (La) - Bellesauve - Bonnefonds - Borderie (La) - Buis (Les) - Chassin (Le) - Chataigneraies (Les) - Chiers (Les) - Combe (La) - Cote (La) - Dognon (Le) - Fontmeau - Lafaye - Lascaux - Lascaux - Lavauzelle - Lavergne - Maisons (Les) - Malleret de Bas - Malleret de Haut - Masbarlet- Masfaraud - Mats (Les) -  Mongie (La) - Montclavis - Moulin-De-L’Eau - Moulin-Des-Borderies - Moulin-Du-Dognon - Peyrat - Pierrefitte - Pierresolle (La) - Plateau (Le) - Puy-Laveau - Soulierstheil (Le) - Tour (La) - Tuilerie (La) - Vacheresse (La) - Villetange

### Climat
Pour des articles plus généraux, voir Climat de la Nouvelle-Aquitaine et Climat de la Creuse.
Historiquement, la commune est exposée à un climat montagnard.  
En 2020, Météo-France publie une typologie des climats de la France métropolitaine dans laquelle la commune est exposée à un climat de montagne et est dans la région climatique  Ouest et nord-ouest du Massif Central, caractérisée par une pluviométrie annuelle de 900 à 1 500 mm, maximale en automne et en hiver.
Pour la période 1971-2000, la température annuelle moyenne est de 10,2 °C, avec  une amplitude thermique annuelle de 14,8 °C. Le cumul annuel moyen de précipitations est de 1 102 mm, avec 13,4 jours de précipitations en janvier et 8,4 jours en juillet. Pour la période 1991-2020, la température moyenne annuelle observée sur la station météorologique la plus proche, située sur la commune de Pontarion à 10,39 km à vol d'oiseau, est de 10,5 °C et le cumul annuel moyen de précipitations est de 1 155,8 mm,. Pour l'avenir, les paramètres climatiques de la commune estimés pour 2050 selon différents scénarios d’émission de gaz à effet de serre sont consultables sur un site dédié publié par Météo-France en novembre 2022.

## Urbanisme

### Typologie
Au 1er janvier 2024, Janaillat est catégorisée commune rurale à habitat très dispersé, selon la nouvelle grille communale de densité à 7 niveaux définie par l'Insee en 2022.
Elle est située hors unité urbaine. Par ailleurs la commune fait partie de l'aire d'attraction de Guéret, dont elle est une commune de la couronne,. Cette aire, qui regroupe 72 communes, est catégorisée dans les aires de moins de 50 000 habitants,.

### Occupation des sols
L'occupation des sols de la commune, telle qu'elle ressort de la base de données européenne d’occupation biophysique des sols Corine Land Cover (CLC), est marquée par l'importance des territoires agricoles (61,6 % en 2018), une proportion sensiblement équivalente à celle de 1990 (61 %). La répartition détaillée en 2018 est la suivante : 
prairies (44,8 %), forêts (38,4 %), zones agricoles hétérogènes (16,8 %). L'évolution de l’occupation des sols de la commune et de ses infrastructures peut être observée sur les différentes représentations cartographiques du territoire : la carte de Cassini (XVIIIe siècle), la carte d'état-major (1820-1866) et les cartes ou photos aériennes de l'IGN pour la période actuelle (1950 à aujourd'hui).

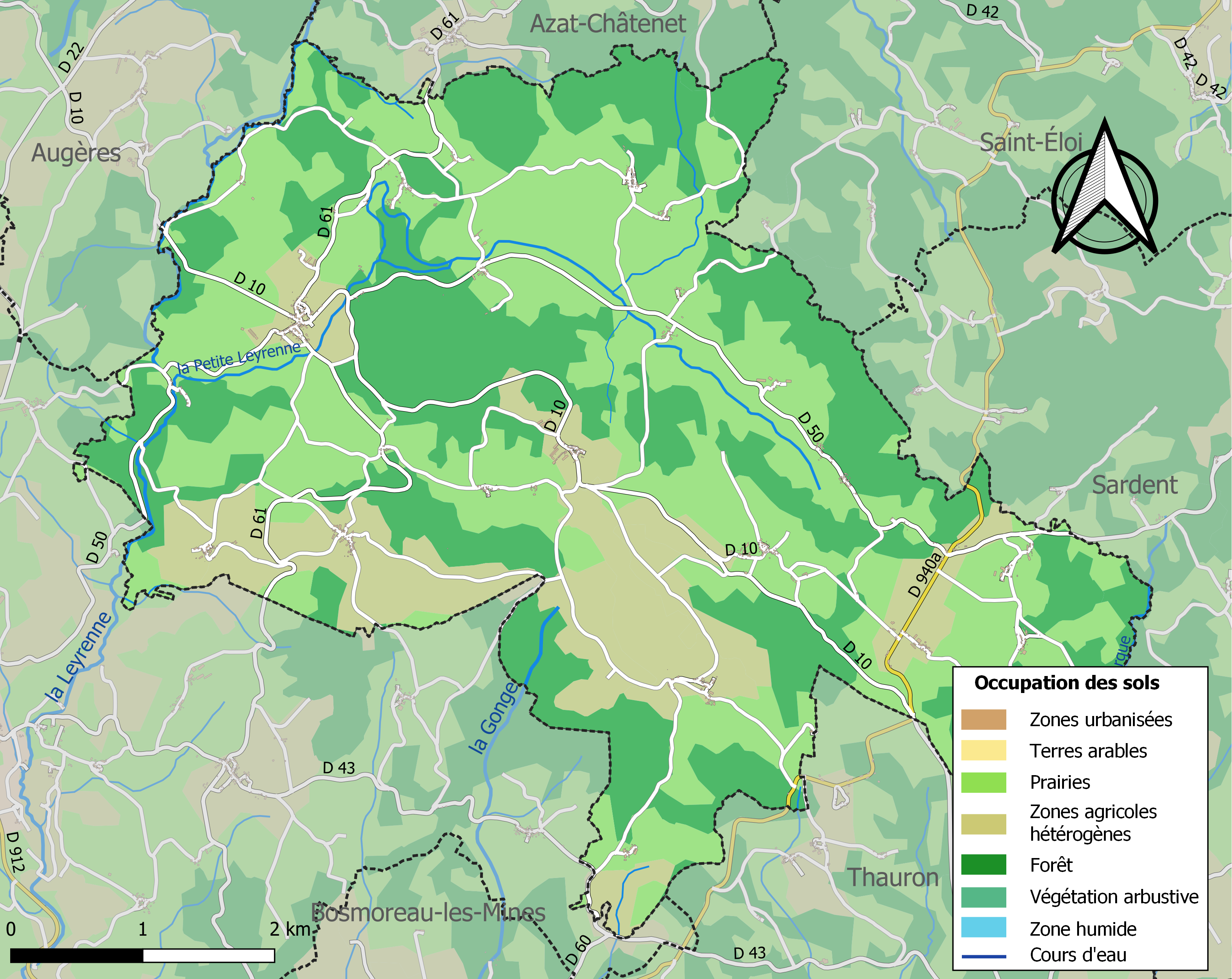
Carte des infrastructures et de l'occupation des sols de la commune en 2018 (CLC).

### Risques majeurs
Le territoire de la commune de Janaillat est vulnérable à différents aléas naturels : météorologiques (tempête, orage, neige, grand froid, canicule ou sécheresse) et séisme (sismicité faible). Il est également exposé à un risque particulier : le risque de radon. Un site publié par le BRGM permet d'évaluer simplement et rapidement les risques d'un bien localisé soit par son adresse soit par le numéro de sa parcelle.

#### Risques naturels

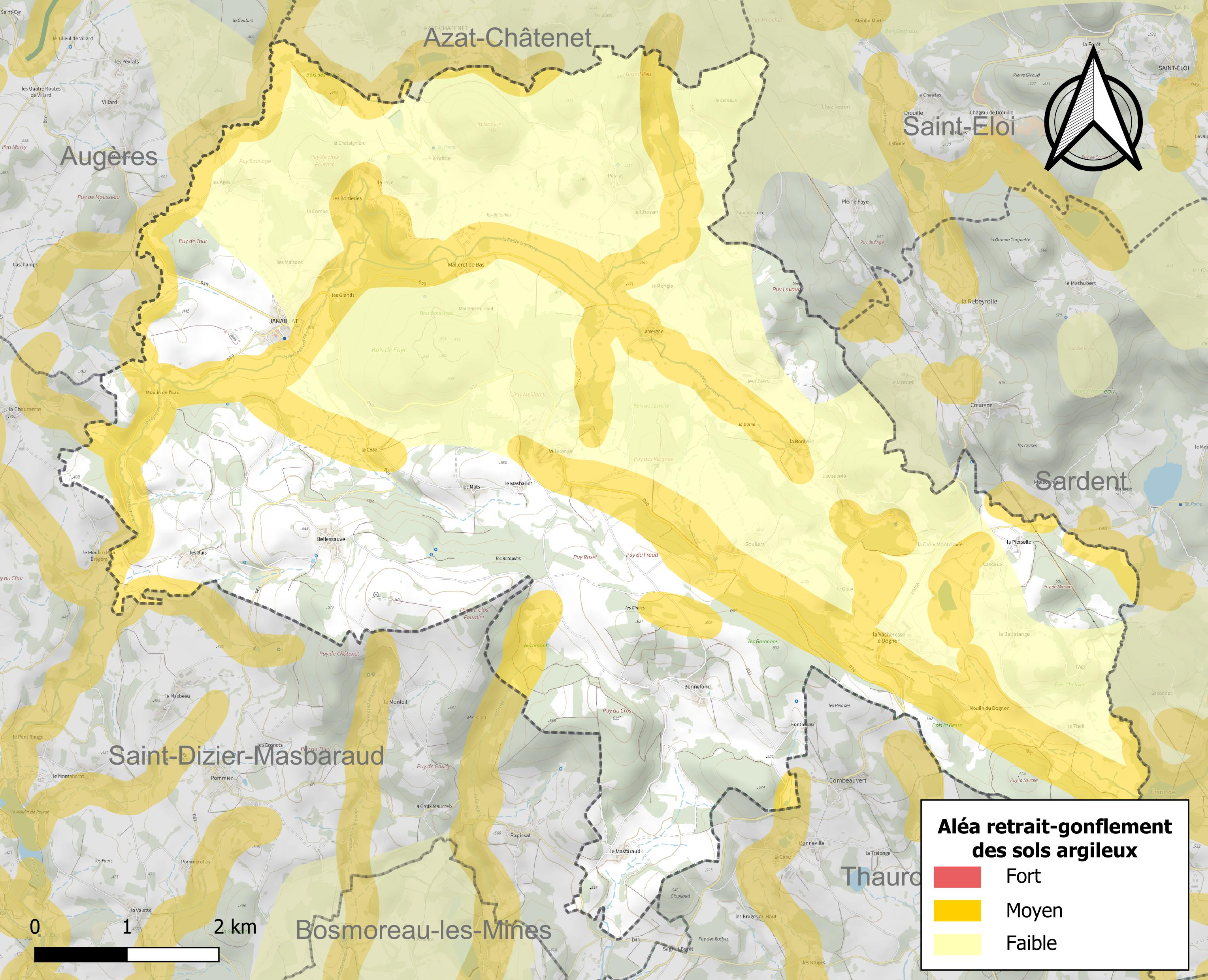
Carte des zones d'aléa retrait-gonflement des sols argileux de Janaillat.

Le retrait-gonflement des sols argileux est susceptible d'engendrer des dommages importants aux bâtiments en cas d’alternance de périodes de sécheresse et de pluie. 27,8 % de la superficie communale est en aléa moyen ou fort (33,6 % au niveau départemental et 48,5 % au niveau national). Sur les 294 bâtiments dénombrés sur la commune en 2019,  61 sont en aléa moyen ou fort, soit 21 %, à comparer aux 25 % au niveau départemental et 54 % au niveau national. Une cartographie de l'exposition du territoire national au retrait gonflement des sols argileux est disponible sur le site du BRGM,.
Par ailleurs, afin de mieux appréhender le risque d’affaissement de terrain, l'inventaire national des cavités souterraines permet de localiser celles situées sur la commune.
La commune a été reconnue en état de catastrophe naturelle au titre des dommages causés par les inondations et coulées de boue survenues en 1982 et 1999. Concernant les mouvements de terrains, la commune a été reconnue en état de catastrophe naturelle au titre des dommages causés par des mouvements de terrain en 1999.

#### Risque particulier
Dans plusieurs parties du territoire national, le radon, accumulé dans certains logements ou autres locaux, peut constituer une source significative d’exposition de la population aux rayonnements ionisants. Certaines communes du département sont concernées par le risque radon à un niveau plus ou moins élevé. Selon la classification de 2018, la commune de Janaillat est classée en zone 3, à savoir zone à potentiel radon significatif.

## Histoire
François L'Hermite du Solier, plus connu sous le nom de Tristan L'Hermite, est né en 1601 au château du Solier, près du village. Ce gentilhomme et écrivain a laissé une œuvre importante en tant que poète, dramaturge et romancier. Son frère Jean-Baptiste L'Hermite, sieur de Vauselle, a épousé une actrice de la troupe de l'Illustre Théâtre, et a également composé une œuvre dramatique et des ouvrages de généalogie.
Janaillat a accueilli de nombreux expulsés entre 1940 et 1945.
En juin 1944, la commune subit la répression du 4e régiment SS « Der Führer », appartenant à la division Das Reich, en route vers la Normandie : 31 jeunes maquisards y sont exécutés au lieu-dit Poteau de Combeauvert. Le Massacre de Combeauvert a fait l'objet d'un monument érigé en mémoire.

## Politique et administration
| Période       | Période        | Identité                    | Étiquette | Qualité |
| ------------- | -------------- | --------------------------- | --------- | --- |
| 1925          | 1930           | André Pouyadoux             | PCF       | |
| 1930          | 1939 (révoqué) | Prosper Coucaud (1878-1955) | PCF       | Successivement maçon, réparateur de bascules, représentant de commerce Conseiller d'arrondissement (1928-?) |
| 1944          | 1955           | Prosper Coucaud             | PCF       | |
|               |                |                             |           | |
| Mars 1983     | Décembre 2006  | Yves Faury                  | PCF       | |
| Décembre 2006 | Mars 2014      | Didier Denis                | PS        | |
| Mars 2014     | mai 2020       | Michel Gauchi               | SE        | Fonctionnaire                                                                                               |
| mai 2020      | en cours       | Raymond Dubreuil            |           | Retraité |

## Démographie
L'évolution du nombre d'habitants est connue à travers les recensements de la population effectués dans la commune depuis 1793. Pour les communes de moins de 10 000 habitants, une enquête de recensement portant sur toute la population est réalisée tous les cinq ans, les populations de référence des années intermédiaires étant quant à elles estimées par interpolation ou extrapolation. Pour la commune, le premier recensement exhaustif entrant dans le cadre du nouveau dispositif a été réalisé en 2004.

En 2022, la commune comptait 319 habitants, en évolution de −5,06 % par rapport à 2016 (Creuse : −3,32 %, France hors Mayotte : +2,11 %).
| 1793  | 1800  | 1806  | 1821  | 1831  | 1836  | 1841  | 1846  | 1851  |
| ----- | ----- | ----- | ----- | ----- | ----- | ----- | ----- | ----- |
| 1 075 | 1 124 | 1 119 | 1 208 | 1 287 | 1 489 | 1 519 | 1 585 | 1 667 |

| 1856  | 1861  | 1866  | 1872  | 1876  | 1881  | 1886  | 1891  | 1896  |
| ----- | ----- | ----- | ----- | ----- | ----- | ----- | ----- | ----- |
| 1 570 | 1 540 | 1 610 | 1 611 | 1 616 | 1 630 | 1 563 | 1 642 | 1 516 |

| 1901  | 1906  | 1911  | 1921  | 1926  | 1931 | 1936 | 1946 | 1954 |
| ----- | ----- | ----- | ----- | ----- | ---- | ---- | ---- | ---- |
| 1 510 | 1 511 | 1 415 | 1 119 | 1 022 | 950  | 894  | 825  | 806  |

| 1962 | 1968 | 1975 | 1982 | 1990 | 1999 | 2004 | 2006 | 2009 |
| ---- | ---- | ---- | ---- | ---- | ---- | ---- | ---- | ---- |
| 724  | 663  | 545  | 470  | 404  | 367  | 356  | 352  | 358  |

| 2014 | 2019 | 2022 | - | - | - | - | - | - |
| ---- | ---- | ---- | - | - | - | - | - | - |
| 337  | 318  | 319  | - | - | - | - | - | - |

## Culture locale et patrimoine

### Lieux et monuments
- Église Saint-Saturnin, possède une chapelle du XVe siècle.

### Jumelages
Ennery (Moselle) (France) depuis le 8 mai 1994

### Personnalités liées à la commune
- Le poète Tristan l'Hermite est né en 1601 au château du Solier, près de Janaillat.
- Jules Tourtay, voyageur de commerce, résistant Libération-Sud, FFI, exécuté sommairement le 9 juin 1944 au lieu-dit Combeauvert[24].
- Guy Gibez, résistant FFI, exécuté sommairement le 9 juin 1944 au lieu-dit Combeauvert[25].
- Marcel Peyle (1924-1944), résistant Armée secrète, exécuté sommairement le 9 juin 1944[26].
- Julien Mareix (1924-1944), résistant Armée secrète, exécuté sommairement le 9 juin 1944[27].
- Georges Faucher (1920-1944), résistant Armée secrète, exécuté sommairement le 9 juin 1944[28].
- Victor Chazeirat (1878-1944), massacré le 11 juin 1944 à Janaillat[29].
- Paul Pastor (1921-1944), résistant Armée secrète, exécuté sommairement le 9 juin 1944[30].
- Marcel Bertrand (1919-1944), sous-officier, militaire de l’école de la Garde de Guéret  ; résistant FFI - AS[31].
- Louis Melon (1924-1944), étudiant en école d’ingénieurs ; résistant FFI  groupe de Vallière, AS[32].
- Henri Morel (1908-1944), gendarme, résistant AS, exécuté sommairement le 9 juin 1944 à Janaillat[33].
- André Meunier (1912-1944), résistant AS, exécuté sommairement le 9 juin 1944 à Combeauvert[34].
- Maurice Landon (1926-1944), résistant AS, exécuté sommairement le 9 juin 1944 au lieu-dit Combeauvert[35].
- Alexandre Ceccaroli (1918-1944), mineur, résistant AS, exécuté sommairement le 9 juin 1944 au lieu-dit Combeauvert[36].
- François Engel (1924-1944), enrôlé de force luxembourgeois, réfractaire ; résistant FTP de la Creuse, exécuté sommairement le 9 juin 1944 au lieu-dit Combeauvert[37].

### Héraldique
| Blason de Janaillat | Blason  | D'argent à trois chevrons de gueules.                                 |
| Blason de Janaillat | Détails | Armes de la famille Esmoingt de Lavaublanche. Utilisé par la commune. |